# Карма Шендруп Церінг
Карма Шендруп Церінг (нар. 9 квітня 1990, Тхімпху, Бутан) — бутанський футболіст, півзахисник клубу «Тхімпху Сіті» та національної збірної Бутану.

## Клубна кар'єра
Вихованець юнацької команди «Друк Старз», у складі якої виступав з 2007 по 2009 рік. У 2010 році переведений до першої комани клубу. По ходу сезону 2013 року перейшов до «Тхімпху Сіті».

## Кар'єра в збірній
У футболці національної збірної Бутану дебютував 19 березня 2013 року в програному (1:2) товариському поєдинку проти Непалу.

### Голи за збірну
Рахунок та результат збірної Бутану в таблиці подано на першому місці.
| №  | Дата              | Місце                        | Суперник | Рахунок | Результат | Змагання                     |
| -- | ----------------- | ---------------------------- | -------- | ------- | --------- | ---------------------------- |
| 1. | 14 листопада 2017 | Чанглімітанг, Тхімпху, Бутан | Оман     | 1–1     | 2–4       | кваліфікація кубку Азії 2019 |

## Особисте життя
Карма працює пілотом в авіакомпанії Druk Air.

## Досягнення
- Національна ліга Бутану
  -  Срібний призер (1): 2017

- Суперліга Бутану
  -  Чемпіон (1): 2017
  -  Срібний призер (1): 2018